# Vojislav Vukčević
Vojislav Vukčević (Osijek, 4. srpnja 1938. − Beograd, 24. listopada 2016.), bio je pravnik, ministar za dijasporu u Vladi Republike Srbije, bivši redovni profesor i dekan Pravnog fakulteta u Osijeku.

## Školovanje
Osnovnu školu završio je 1952. godine u Belom Manastiru, gimnaziju 1957. u Osijeku, diplomirao je 1961. godine na Pravnom fakultetu Sveučilišta u Beogradu, magistrirao 1967. na istom fakultetu, a doktorirao 1974. na Pravnom fakultetu u Novom Sadu.

## Kretanje u službi
- Bio je sudski pripravnik, sudac i predsjednik Općinskog suda u Belom Manastiru od 1962. do 1976. godine.
- Docent, izvanredni i redovni profesor, prodekan i dekan na Pravnom fakultetu u Osijeku od 1976. do 1991. godine.
- Advokat u Beogradu od 1991. do 2004. godine.
- Ministar za dijasporu u Vladi Republike Srbije od 3. ožujka 2004.

## Stručne aktivnosti
- Objavio je više znanstvenih i stručnih radova.
- Sudjelovao je na savjetovanjima u zemlji i inozemstvu.
- Objavio je više (članaka) radova u "Našoj Borbi" i drugim novinskim izdanjima od 1991. do 2000.
- U zborniku radova Tri stoljeća Belja (Osijek, 1986) objavio je članak "Pravni položaj 'Belja'" (str. 385-393).

## Društvene aktivnosti
- Osnovao je Srpsku demokratsku stranku (SDS) u Baranji i i Istočnoj  Slavoniji u lipnju 1990.
- Bio je potpredsjednik Izvršnog odbora SDS-a za Hrvatsku. Zbog neslaganja s politikom stranke napustio je SDS u travnju 1991.
- U svibnju 1991. postao je član Srpskog pokreta obnove (SPO), zatim poslanik u Skupštini Srbije 1992. SPO-a, potpredsjednik Izvršnog odbora SPO-a, generalni sekretar SPO-a od 1994. do 2005. godine.
- Bio je ministar za odnose sa Srbima izvan Srbije od 24. listopada 2000. do 24. siječnja 2001.
- Član je Predsjedništva Srpskog pokreta obnove od 2005.

## Veze s Baranjom
Dr. Vukčević nije prekinuo veze s Baranjom. I danas ima kuću u Belom Manastiru, a kao ministar pomaže razne projekte u Baranji (npr. osnivanje biblioteke u Kneževim Vinogradima, sanacija vlage u Crkvi svetog arhangela Mihaila u Belom Manastiru, Tribinu "Braća Kašanin"...).

## Vanjske poveznice
Ministarstvo za dijasporu Republike Srbije  Arhivirana inačica izvorne stranice od 3. ožujka 2008. (Wayback Machine)